# Атрашкевич, Станислав Сергеевич
Станислав Сергеевич Атрашкевич (бел. Станіслаў Сяргеевіч Атрашкевіч; род. 22 октября 2002, Минск) — белорусский футболист, полузащитник клуба «Барановичи»

## Карьера

### «Ислочь»

#### Начало карьеры
Воспитанник футбольной академии «Ислочи». В 2020 году футболист стал выступать за дублирующий состав клуба. В 2021 году футболист стал подтягиваться к тренировкам с основной командой клуба. Дебютировал за клуб футболист 23 июня 2021 года в матче Кубка Беларуси против гомельского «Локомотива», выйдя на замену на 89 минуте. В июле 2021 года футболист подписал с клубом свой первый профессиональный контракт, рассчитанный до июля 2024 года. Свой дебютный матч в чемпионате футболист сыграл 25 июля 2021 года против «Сморгони», выйдя на замену на 88 минуте. Свой новый сезон 2022 года футболист начинал как игрок замены, за первую половину чемпионата лишь дважды выйдя на поле, результативными действиями не отличившись.

#### Аренда в «Арсенал» Дзержинск
В июле 2022 года футболист на правах арендного соглашения отправился в дзержинский «Арсенал» до конца сезона. Дебютировал за клуб футболист 17 сентября 2022 года в матче против «Ислочи», выйдя в стартовом составе, а также на 11 минуте отличился автоголом. На протяжении сезона футболист был в клубе одним из ключевых игроков, однако результативными действиями не отличился. По итогу сезона футболист вместе с клубом завершил чемпионат в зоне стыковых матчей за сохранение прописки в сильнейшем дивизионе. По итогу стыковых матчей против рогачёвского «Макслайна» футболист вместе с  дзержинским клубом потерял прописку в высшем дивизионе, вылетев в Первую лигу. В декабре 2022 года футболист покинул клуб по окончании срока арендного соглашения.

#### Аренда в «Сморгонь»
В январе 2023 года футболист начинал готовиться к новому сезону с дзержинским «Арсеналом». В марте 2023 года футболист на правах арендного соглашения присоединился к «Сморгони» до конца сезона. Дебютировал за клуб футболист футболист 19 марта 2023 года в матче против бобруйской «Белшины», выйдя на поле в стартовом составе. Начинал сезон футболист в клубе в роли одного из ключевых игроков, однако затем потерял место в стартовом составе, результативными действиями так и не отличившись. По итогу сезона футболист вместе с клубом завершил чемпионат на итоговом одиннадцатом месте, сохранив прописку в высшем дивизионе. По окончании срока арендного соглашения футболист покинул клуб. В январе 2024 года футболист покинул «Ислочь», расторгнув контракт по соглашению сторон.

### «Арсенал» Дзержинск
В феврале 2024 года футболист на правах свободного агента присоединился к дзержинскому «Арсеналу», подписав контракт до конца сезона. Первый матч за клуб футболист сыграл 17 марта 2024 года против жодинского «Торпедо-БелАЗ», выйдя на замену на 68 минуте. На протяжении первой половины сезона футболист выступал за дзержинский клуб в роли одного из основных игроков, однако результативными действиями не отличился. В конце июля 2024 года футболист покинул клуб, расторгнув контракт по соглашению сторон.

### «Барановичи»
В августе 2024 года футболист на правах свободного агента присоединился к «Барановичам», подписав контракт до конца сезона. Дебютировал за клуб футболист 5 августа 2024 года в матче против борисовского БАТЭ-2, выйдя на замену на 54 минуте. По итогу сезона футболист вместе с клубом завершил чемпионат на итоговом тринадцатом месте в турнирной таблице. В ноябре 2024 года футболист продлил контракт с барановичским клубом.